# Монро (округ, Нью-Йорк)
Округ Монро (англ. Monroe County) — округ штата Нью-Йорк, США. Население округа на 2000 год составляло 735343 человек. Административный центр округа — город Рочестер.

## История
Округ Монро основан в 1821 году. Источник образования округа Монро: округа Дженеси и Онтэрио.

## География
Округ занимает площадь 1706,8 км2.

## Демография
Согласно переписи населения 2000 года, в округе Монро проживало 735343 человек. По оценке Бюро переписи населения США, к 2009 году население уменьшилось на 0.2%, до 733703 человек. Плотность населения составляла 429.9 человек на квадратный километр.